# Первинна група
Грýпа перв́инна — група, в якій відбувається первинна соціалізація індивідів і відносини носять інтимний, особовий, неформальний характер. Основною метою членів групи є взаємне спілкування. У соціологічному плані групи можна принципово відрізнити одна від одної за тим, якою мірою їх природа впливає на індивідів і як.